# Pieter Karel Paul Julius van Sloten
Pieter Karel Paul Julius van Sloten (Vreeswijk, 21 maart 1839 - Schoonhoven, 17 mei 1915) was een Nederlandse militair en burgemeester.
Van Sloten stamt uit een Friese familie van militairen, zowel zijn vader als grootvader dienden als officier bij de infanterie. Ook Van Sloten had aanvankelijk een militaire loopbaan, hij was in 1856 cadet aan de Koninklijke Militaire Academie in Breda en diende vervolgens bij het Koninklijk Nederlandsch-Indisch Leger. Hij was achtereenvolgens tweede luitenant (1860), eerste luitenant (1862) en kapitein (1873). Hij publiceerde diverse artikelen over krijgskunst. Als amateur-cartograaf maakte hij een plattegrond van zijn woonplaats Arnhem, die in 1874 werd uitgegeven.
Hij trad terug uit het leger en ging de gemeentelijke politiek in. Hij was achtereenvolgens burgemeester van Hoofdplaat (1881), Zaandijk (1890) en Schoonhoven (1901-1915). In 1909 werden plannen gemaakt om de verzakte toren van de Bartholomeüskerk in Schoonhoven te ondersteunen met steunberen. Van Sloten was tegen, hij wilde liever het geheel slopen en een marktplein creëren. In 1911 kwam het voorstel tot afbraak van de toren in de gemeenteraad aan de orde, het werd met slechts één stem verschil verworpen.
In februari 1915 vroeg de toen 76-jarige Van Sloten ontslag aan als burgemeester. Hij gaf aan dat hij tegen 16 mei 1915 wilde stoppen, maar overleed op 15 mei van dat jaar. Hij werd begraven op de algemene begraafplaats in Schoonhoven.